# Антоніна Брагіна
«Антоніна Брагіна» — радянський двосерійний телефільм 1978 року, знятий режисером Юрієм Дубровіним на кіностудії «Білорусьфільм».

## Сюжет
За мотивами роману Арнольда Каштанова «Заводський район». Про життя та роботу мінських автомобілебудівників. Антоніна Брагіна працює майстром у ливарному цеху. Досвідчений фахівець, добра і чуйна людина, вона користується великою повагою у товаришів по роботі. Але її особисте життя не склалося, чоловік — Степан — йде з родини. Антоніна стійко переносить сімейні негаразди. Степан Брагін, зрозумівши якого друга він втратив, повертається в сім'ю.

## У ролях
- Ксенія Мініна — Антоніна Брагіна
- Леонід Д'ячков — Степан Брагін
- Галина Радкевич — Оля, дочка Антоніни та Степана
- Олександр Мартинов — Аркадій, брат Степана, лікар
- Іван Дмитрієв — Олексій Павлович Брагін, батько Степана
- Луїза Кошукова — мати Степана
- Анатолій Салімоненко — Важник, начальник цеху
- Петро Юрченков — Валентин Тьосов
- Сергій Ляхницький — Корзун
- Анна Дубровіна — Таня Федотова
- Лариса Леонова — Галина Грінчук
- Валерій Гатаєв — Іван Грінчук
- Світлана Михалькова — Міла
- Сергій Гололобов — Шемчак
- Михайло Жарковський — Костя, начальник плавки
- Тетяна Чекатовська — Аля
- Едуард Горячий — епізод
- Таїсія Литвиненко — епізод
- Лідія Мордачова — епізод
- Олександр Кашперов — гість на дні народження Антоніни, який обговорював футбол
- Олександр Владомирський — епізод
- Олена Ринкович — епізод
- Юрій Баталов — робітник із Москви
- Галина Рогачова — інженер
- А. Кормунін — епізод
- А. Китаєв — епізод
- Олександр Момбелі — директор заводу
- Михайло Петров — робітник з квартирного ремонту
- Володимир Кудревич — робітник з квартирного ремонту
- Сергій Іванов — епізод
- Сергій Мілованов — епізод
- Костянтин Сенкевич — начальник цеху
- Володимир Пшеничний — епізод
- Микола Смирнов — епізод
- Юрій Шульга — епізод
- Олександр Безпалий — наречений
- Володимир Грицевський — гість на весіллі
- Ростислав Шмирьов — знайомий Брагіних у ресторані

## Знімальна група
- Режисер — Юрій Дубровін
- Сценарист — Арнольд Каштанов
- Оператор — Леонід Пекарський
- Композитор — Андрій Шпенєв
- Художник — Володимир Бєлоусов